# ビータ・ナイガンボ
ビータ・ナイガンボ（Beata Naigambo、1980年3月11日 - ）はナミビアの陸上競技選手、専門はマラソン。オハングウェナ州出身。2008年の北京オリンピックの女子マラソンで28位、2012年のロンドンオリンピックの女子マラソンで38位を記録した。2015年4月26日にハンブルクで記録した2時間27分28秒が自己ベストである。

## 主な戦績
| 年   | 大会                   | 開催地           | 種目     | 順位     | 記録          | 備考 |
| ---- | ---------------------- | ---------------- | -------- | -------- | ------------- | ---- |
| 2002 | コモンウェルスゲームズ | マンチェスター   | マラソン | 9位      | 2時間47分22秒 |      |
| 2006 | コモンウェルスゲームズ | メルボルン       | マラソン | 途中棄権 |               |      |
| 2008 | オリンピック           | 北京             | マラソン | 28位     | 2時間33分29秒 |      |
| 2009 | 世界陸上競技選手権大会 | ベルリン         | マラソン | 24位     | 2時間33分05秒 |      |
| 2010 | コモンウェルスゲームズ | ニューデリー     | マラソン | 4位      | 2時間36分43秒 |      |
| 2012 | オリンピック           | ロンドン         | マラソン | 38位     | 2時間31分16秒 |      |
| 2015 | 世界陸上競技選手権大会 | 北京             | マラソン | 途中棄権 |               |      |
| 2016 | オリンピック           | リオデジャネイロ | マラソン | 41位     | 2時間36分32秒 |      |
| 2017 | 世界陸上競技選手権大会 | ロンドン         | マラソン | 30位     | 2時間37分24秒 |      |

## 記録
| 種目     | 記録          | 年月日        | 場所       | 備考 |
| -------- | ------------- | ------------- | ---------- | ---- |
| マラソン | 2時間27分28秒 | 2015年4月26日 | ハンブルク |      |